# 米萨诺阿德里亚蒂科
米萨诺阿德里亚蒂科是意大利艾米利亚-罗马涅大区里米尼省的一个镇，面积22.43平方公里，人口11,485人（2008年）。